# David Winters
David Winters (Londen, 5 april 1939 – Fort Lauderdale, 23 april 2019) was een Brits-Amerikaans acteur en verscheen in vele tv-shows en Broadway-producties zoals West Side Story. 
Later gaf hij danslessen aan acteurs (voor bijvoorbeeld de film Send Me No Flowers) en was choreograaf en produceerde en regisseerde hij enkele films.
Hij speelde onder andere in een aflevering van Burke's Law, West Side Story en The United States Steel Hour. Winters was choreograaf bij onder andere Viva Las Vegas en andere films met Elvis Presley. Ook bij de film Lucy in Londen met Lucille Ball en The Star Wars Holiday Special.
Hij werkte samen met onder meer Elvis Presley, Frank Sinatra, Sammy Davis jr., Dean Martin, Ann-Margret, Barbra Streisand, Nancy Sinatra, Josh Brolin, Alice Cooper, John Rhys-Davies en Rachel Ward.
Winters werd 80 jaar oud.
- Bibliothèque nationale de France: cb14146071p (data)
- Gemeinsame Normdatei: 1210586959
- International Standard Name Identifier: 0000 0000 6534 5377
- Library of Congress Control Number: n94092704
- MusicBrainz: 698d10ec-ef9c-47e6-a72f-46a26fb0359d
- Virtual International Authority File: 90732451
- WorldCat: E39PBJymC9pG9cMFw6YtVDCJDq